# ブディノイ

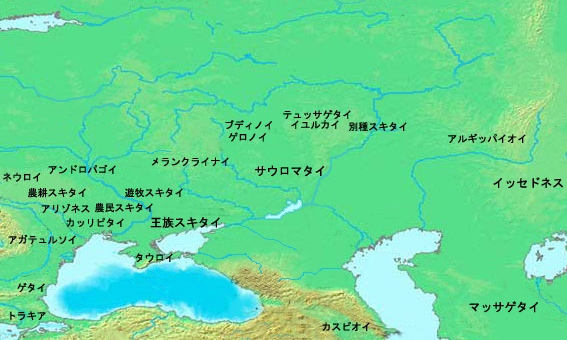
紀元前6世紀の諸民族とブディノイ人の位置。

ブディノイ（ギリシャ語：Βουδῖνοι）は、古代ギリシャ時代の歴史に記されたヨーロッパ・ロシアの遊牧民。現在のロシア連邦・沿ヴォルガ連邦管区、現在のサマーラ市あたりにいたと思われる。

## 歴史

### ヘロドトスの記録
| 「 | サウロマタイ人のかなたに（タナイス河を越えてから）第二の地域を占めて住むのはブディノイ人で、その国は全土にわたってあらゆる種類の森林におおわれている。ブディノイ人の国を越えて北へ進むと、7日の行程にわたって無人の地が続き、この無人の境の果てたところで向きをやや東に転ずると、テュッサゲタイという多数の人口を擁し、特異な性格を持つ民族が住んでいる。＜ヘロドトス『歴史』巻4-21,22＞ | 」 |

| 「 | ブディノイ人は多数の人口を擁する大民族で、眼の色はあくまで青く赤毛である。この国にゲロノスという木造の町がある。街を囲む壁は各辺が30スタディオンあり、高くかつ全て木造で、また住民の家屋も聖域の建物も全て木造である。聖域というのはこの地にはギリシアの神々の聖域があるからで、木造の神像，祭壇，神殿を具えてギリシア風に設けられており、隔年にディオニュソスの祭を祝い、バッコス式の行事を行う。それはゲロノス人が元来ギリシア人であったからで、海岸の通商地を去ってブディノイ人の国に移住したのである。言語はスキュティア語とギリシア語を半々に用いている。しかし、ブディノイ人はゲロノス人と同一の言語を用いず、その生活様式も同じではない。なぜならブディノイ人は土着の遊牧民で、このあたりに住む民族の中でエゾ松の実を常食する唯一の民族であるが、ゲロノス人の方は耕作民で、穀物を常食とし、菜園も持つほどで、姿も肌の色も同じでないからである。ギリシア人はブディノイ人をもゲロノス人と呼ぶが、これは正しくない。ブディノイ人の住む地方は一面にあらゆる種類の樹木が鬱蒼と茂っている。その最も深い森林の中に巨大な湖があり、まわりには沼沢があり、蘆が生い茂っている。この湖水ではカワウソやビーバーや四角な顔をした別の獣が捕獲される。これらの皮は彼らの着用する皮の服の縁に縫い付けられ、また睾丸は子宮病の良薬として珍重される。＜ヘロドトス『歴史』巻4-108,109＞ | 」 |

### ダレイオス1世のスキタイ征伐
アケメネス朝のダレイオス1世（在位：前522年 - 前486年）はボスポラス海峡を渡ってトラキア人を征服すると、続いて北のスキュティア人を征服するべく、イストロス河を渡った。これを聞いたスキュティア人は周辺の諸民族を糾合してダレイオスに当たるべきだと考え、周辺諸族に使者を送ったが、すでにタウロイ，アガテュルソイ，ネウロイ，アンドロパゴイ，メランクライノイ，ゲロノイ，ブディノイ，サウロマタイの諸族の王は会合し、対策を練っていた。スキュティア人の使者は「諸族が一致団結してペルシアに当たるため、スキタイに協力してほしい」と要請した。しかし、諸族の意見は二手に分かれ、スキティアに賛同したのはゲロノイ王，ブディノイ王，サウロマタイ王のみであり、その他の諸族は「スキタイの言うことは信用できない」とし、協力を断った。
こうして全ての民族が同盟軍に加わらなかったため、スキュティア人は正面からの攻撃をあきらめ、焦土作戦によってペルシア軍を迎え撃つことにした。この時、ブディノイ人はゲロノス人とともにスキュティアのイダンテュルソス王，タクサキス王の部隊に編入された。スキュティア人はまず、ペルシア軍の前に現れてペルシア軍を誘き寄せ、東へと撤退していった。両軍は追い追われながらタナイス河を渡り、サウロマタイの国を越えてブディノイの国に達した。この間の土地には焦土作戦のため水も食料もなく、ペルシア軍はただもぬけの殻となったゲロノスの木造砦を燃やして進軍を続けた。やがて無人の地に入ったため、ダレイオスは進軍をやめてオアロス河畔に駐屯し、8つの砦を築き始めた。この間にスキュティア軍は北を迂回してスキュティア本国へ帰った。スキュティア人が姿を消したので、ダレイオスは砦の築城を放棄して西へ転じ、スキュティア本国へ向かった。ペルシア軍はそこでブディノイ人を含むスキュティア二区連合部隊と遭遇し、ふたたび追跡を始める。しかし、スキュティア軍は逃げるばかりで戦おうとしないため、ダレイオスは遂にスキュティアのイダンテュルソス王に使者を送って降伏勧告をした。イダンテュルソス王はダレイオスの態度に腹を立て、ふたたびペルシア軍を翻弄するとともに、両者一進一退の攻防を繰り広げた末、遂にペルシア軍をスキュティアの地から追い出した。

## 習俗
ブディノイ人は遊牧民であるが、スキタイ人のように移動して牧畜を行う（トランスヒューマンス方式）のではなく、定住型の遊牧民であった。しかし、ヘロドトスによると、彼らの言語はスキタイ語であるとし、言語的・文化的にもスキタイ系の民族であることがわかる。しかし、ギリシア系の農耕民（ゲロノイ）と共存しており、少なからずギリシア文化も入っていると思われる。また、ブディノイは青い目や赤い髪（金髪のこと？また、色白の北方系白人によく見られる「赤ら顔」と解釈する者もいる）など北方系白人の容姿をしており、いっぽうゲロノイはギリシャ系の浅黒い南方系白人の容姿をしていることがヘロドトスの記述から見て取れる。
この地域には前5千年紀から前4千年紀にかけてドニエプル・ドネツ文化が栄えており、この文化の担い手も典型的な北方系白人の牧畜民で、炭水化物源として穀物よりもナッツ類を常食とし、獣肉と魚肉を中心とした高タンパクの食生活をしていた。考古学的研究により彼らの体つきは同時代のヨーロッパから中央アジアにかけての他の諸文化の担い手たちに比してはるかに大きく立派であったことが知られており、北欧至上主義者たちからスカンジナビア北欧人の起源ではないかと熱い注目を浴びている。ただしこの文化の広がりはスラヴ人や東バルト人の起源とされる地域に一致している。

## 参考資料
- （ヘロドトス『歴史』）訳：松平千秋『ヘロドトス』（筑摩書房、1988年、ISBN 4480203109）